# Julia Deck
Pour les articles homonymes, voir Deck.
Julia Deck, née à Paris en 1974, est une écrivaine française, lauréate du Prix Médicis en 2024. 

## Biographie

### Enfance et formation
Julia Deck est la fille d'un plasticien français et d'une enseignante et traductrice britannique. Elle fait ses études secondaires au lycée Henri-IV à Paris, puis supérieures de lettres à la Sorbonne à partir de 1991. Elle y réalise un mémoire sur La Princesse de Clèves. 

### Carrière
En 1998, elle part vivre un an à New York, où elle effectue divers emplois dans l'édition. Elle devient ensuite chargée de communication de grands groupes industriels avant de se consacrer à la littérature en 2005, tout en menant la profession de secrétaire de rédaction pour divers journaux. 
Elle envoie sans succès un premier manuscrit à trois éditeurs. Influencée par le travail d'écriture de Jean-Philippe Toussaint et surtout de Jean Echenoz, elle décide finalement d'envoyer son roman, Viviane Élisabeth Fauville écrit dans la veine de ses modèles, en mai 2011 aux éditions de Minuit, qui acceptent de la publier. Elle est alors en deuxième année d’études de psychologie. Son court récit raconte l'histoire d'une quadragénaire bourgeoise, responsable de la communication des Bétons Birons, qui tue son psychiatre dans le Paris du débuts des années 2000,. Le roman se vend autour de 40 000 exemplaires. En 2022, Mélanie Leray adapte le roman dans sa pièce Viviane, interprétée par la comédienne Marie Denarnaud. 
En 2014, elle publie un second thriller psychologique, toujours aux Éditions de Minuit : Le Triangle d'hiver. Elle est inspirée par sa lecture de Terminal Frigo de Jean Rolin.
En 2017, elle publie un roman d'espionnage : Sigma. Le livre raconte l'histoire d'Alexis Zante, banquier suisse et collectionneur d’art, pris au cœur d’une affaire d’espionnage.
En 2019, elle publie un roman sur le thème du voisinage : Propriété privée. Le livre raconte le récit d’un jeune couple qui vient d'acheter un logement dans un écoquartier et dont l’arrivée de nouveaux voisins va chambouler l'existence. Tout commence lorsqu'un chat est retrouvé mort.  
En 2022, elle publie Monument national qui questionne la célébrité et les rapports entre classes sociales. Il raconte l'histoire d'une star très connue qui s'apprête à fêter ses 70 ans et vit dans une grande demeure avec une femme beaucoup plus jeune que lui, des domestiques et leur fille adoptive de sept ans, qui est la narratrice. Le roman obtient le Prix Jean-Freustié 2022,. Il est en compétition pour le 48è Prix du Livre Inter. 
En 2024, elle publie Ann d’Angleterre dans lequel elle raconte la vie de sa mère, née à Manchester dans un milieu ouvrier, qui va émigrer en France et se passionner pour la littérature et les arts,. Le livre remporte le Prix Médicis. 

## Style
Julia Deck utilise les conventions du roman policier sans pour autant écrire de littérature policière.

## Œuvres
- Viviane Élisabeth Fauville, Paris, Les Éditions de minuit, 2012, 160 p.  (ISBN 978-2-7073-2240-1)[15],[16]

Prix du premier roman de l'université d'Artois 2013
- Le Triangle d’hiver, Paris, Les Éditions de minuit, 2014, 174 p.  (ISBN 978-2-7073-2399-6)[17],[18],[19],[20]
- « Le procès Péchiney » dans En Procès, collectif, Paris, éditions Inculte, 2016, 240 p.  (ISBN 979-1095086147)[21]
- Sigma, Paris, Les Éditions de minuit, 2017, 240 p. (ISBN 9782707343727)[22]
- Propriété privée, Paris, Les Éditions de minuit, 2019, 176 p. (ISBN 978-2-7073-4578-3)
- Monument national, Paris, Les Éditions de minuit, 2022, 208 p.  (ISBN 9-782-7073-4762-6)

Prix Jean-Freustié 2022
- Ann d'Angleterre, Paris, Seuil, 2024, 256 p.  (ISBN 978-2-02-157653-5)

Prix Médicis 2024

### Traductions en langues étrangères
- Sigma, Valeggio sul Mincio, Prehistorica Editore, 2022, 224 p., traduction en italien par Giuseppe Girimonti Greco et Lorenza Di Lella  (ISBN 9788831234238)
- Proprietà privata, Valeggio sul Mincio, Prehistorica Editore, 2025, 180 p., traduction en italien par Lorenza Di Lella et Francesca Scala  (ISBN 9788831234382)

## Traduction
- Une partie rouge, de Maggie Nelson (États-Unis), Paris, Éditions du Sous-Sol, 224 p., 2017